# Oficio del cantor
Oficio del cantor es una canción compuesta por el músico y compositor de rock argentino Palo Pandolfo. Es la primera canción perteneciente a su tercer álbum de estudio solista titulado Ritual criollo, editado de forma independiente en el año 2008.

## Historia
Según el propio autor, la letra de su canción fue compuesta una tarde luego de almorzar; se sentó en el living de su casa a componer canciones para la nueva placa. La letra es una autorreferencia sobre el oficio de ser cantor y músico. En una de sus estrofas se menciona al cantor Carlos Gardel. En un reportaje, el músico explicó lo siguiente:

Hice toda una canción que salió entera sin pensar. Abrí la voz con la armonía, melodía, tres estrofas, el estribillo y puente, que salió de primera voz. Cuando puse play me di cuenta de que hice una cosa tan emocionante que me puse a llorar. Porque estaba diciendo en Oficio de cantor cosas que nunca iba a decir. Como el amor viene y va, la piel cambia de color…es una confesión íntima que se me escapó en el inconsciente. Ante esa revelación fue que me dije: Hay que componer así.
Palo Pandolfo. 